# 杜米特鲁·米图
杜米特鲁·米图（Dumitru Mitu，1975年2月13日—）是一名罗马尼亚足球边锋。

## 早期生涯
米图生于布加勒斯特，但其幼年大部分时间在附近的多布罗伊斯特渡过。 他父亲在乡村酒吧工作，他母亲是售货员。 六岁半起，他开始为当时的罗乙球队法鲁尔·布加勒斯特的少年队效力，并逐步进入一线队。 1992年，17岁时，他进入布加勒斯特星青年队

## 成年职业生涯
1992年，米图在其家乡球队法鲁尔·布加勒斯特开始职业生涯。不仅之后，他开始在一些名气不大的球队，诸如康斯坦察灯塔、布拉索夫、UTA阿拉德效力，直到1996-1997赛季，转会奥西耶克。他在奥西耶克效力7年，出场159次，进26球，成为该队明星球员。之后，他转会萨格勒布迪纳摩，并赢得克甲联赛冠军。 之后，他被卖至希腊的帕纳辛奈科斯，踢了主要包括欧洲冠军联赛的6场比赛。
为帕纳辛奈科斯踢完欧洲冠军联赛不久，他回到克罗地亚加盟里耶卡。一个赛季之后，他回到萨格勒布迪纳摩并再次获得联赛冠军。之后，他回到祖国的CFR克卢日，年薪7万美元。他参加了12场比赛，仅进1球。但在第二个赛季，CFR克卢日的领导层获悉米图将更多的时间花在夜店，对其非常失望，将其租借到德日联，并最终解除了和米图的合同。
作为自由球员，2007年，米图为中超联赛青岛中能效力。之后他恢复自由身。2009年，米图仍然在罗马尼亚三级联赛中效力。
米图拥有罗马尼亚和克罗地亚双重国籍. 他与2003年获得克罗地亚国籍.

## 荣誉

### 俱乐部
奥西耶克
- 克罗地亚杯: 1998-99

萨格勒布迪纳摩
- 克罗地亚足球甲级联赛: 2002-03, 2005–06
- 克罗地亚杯: 2003–04
- 克罗地亚超级杯: 2002, 2003

里耶卡
- 克罗地亚杯: 2004–05